# Schloss Leesdorf
Schloss Leesdorf är ett slott i Österrike.   Det ligger i distriktet Baden och förbundslandet Niederösterreich, i den östra delen av landet, 24 km söder om huvudstaden Wien. Schloss Leesdorf ligger 223 meter över havet.
Terrängen runt Schloss Leesdorf är platt österut, men västerut är den kuperad. Runt Schloss Leesdorf är det ganska tätbefolkat, med 172 invånare per kvadratkilometer.. Närmaste större samhälle är Baden, 1,3 km väster om Schloss Leesdorf. 
Trakten runt Schloss Leesdorf består till största delen av jordbruksmark.